# Iphitos (Sohn des Naubolos)
Iphitos (altgriechisch Ἴφιτος Íphitos) ist in der griechischen Mythologie ein Sohn des Naubolos, des Herrschers von Phokis und Tanagra, und der Perineike, der Tochter des Hippomachos.
Er war einer der Argonauten, nahm Iason gastfreundlich auf, als dieser zum Orakel von Delphi zwecks dessen Befragung wegen des Goldenen Vlieses reiste, und schloss sich dann den Argonauten an.
Mit seiner Gemahlin Hippolyte zeugte er Schedios und Epistrophos, welche später die Phoker vor Troja anführten, sowie Eurynome, die Gattin des Talaos.